# Hiszpanka (film)
Hiszpanka – polski film dramatyczny z 2014 roku w reżyserii Łukasza Barczyka. Akcja filmu rozgrywa się w Poznaniu, w przeddzień wybuchu i w trakcie powstania wielkopolskiego.

## Obsada
- Crispin Glover – doktor Manfred Abuse
- Artur Krajewski – doktor Rudolf (Kazimierz) Funk
- Florence Thomassin – Anne Besaint
- Jan Frycz – Ignacy Jan Paderewski
- Jakub Gierszał – Krystian Ceglarski
- Patrycja Ziółkowska – Wanda Rostowska
- Karl Markovics – inspektor Schreck
- Sandra Korzeniak – pani Malicka
- Bruce Glover – Kubryk
- Tomasz Kowalski – pułkownik Wiktor Pniewski
- Jan Peszek – Tytus Ceglarski
- Jack Recknitz – Tiedemann
- Thomas Schweiberer – porucznik Fischer
- Piotr Głowacki – Mieczysław Paluch; Pulkowski
- Agnieszka Podsiadlik – Helena Paderewska

## Opinie
Film spotkał się z mieszanym przyjęciem krytyków. Część określiła go mianem „nieudanego arcydzieła”, „perfekcyjnie niedoskonałego”, „kuriozum roku” czy „głębi głupoty”. Najczęstszymi zarzutami wobec filmu była nadekspresywna gra aktorów przywodząca na myśl awangardowy teatr oraz narracja, w której wydarzenia historyczne mieszają się z elementami spirytystycznymi. Inni recenzenci chwalili jednak zastosowane w filmie rozwiązania, stwierdzając, że dzięki temu zrywa on z pietyzmem i martyrologią, którymi epatują polskie filmy poświęcone wydarzeniom historycznym. Chwalono również szczegółowość, z jaką odwzorowano epokę.
W premierowy weekend Hiszpankę obejrzało niecałe 17 tysięcy widzów, w związku z czym produkcja nie znalazła się w pierwszej dziesiątce najchętniej oglądanych filmów w kinach.

## Kontrowersje
23 stycznia 2015 roku na łamach „Gazety Wyborczej” pojawiła się recenzja Hiszpanki autorstwa Pawła Felisa, w której pochwalił on film i przyznał mu najwyższą ocenę w postaci pięciu gwiazdek. Tego samego dnia Tomasz Raczek zarzucił jej autorowi nieszczerość, jako że recenzent był jedną z osób zasiadających w komisji Polskiego Instytutu Sztuki Filmowej, która zdecydowała o przyznaniu Hiszpance czteromilionowej dotacji.